# Rosinos de la Requejada
Rosinos de la Requejada là một đô thị trong tỉnh Zamora, Castile và León, Tây Ban Nha. Theo điều tra dân số 2004 (INE), đô thị này có dân số là 492 người.